# Батаља (Кремона)
Батаља (итал. Battaglia) је насеље у Италији у округу Кремона, региону Ломбардија.
Према процени из 2011. у насељу је живело 35 становника. Насеље се налази на надморској висини од 63 м.